# Лизе Марке
Лизе Марке (нидерл. Lize Marke, полное имя — Лилиан Кук (нидерл. Lilian Couck); 1 декабря 1936, Дендерлеу, Бельгия) — бельгийская певица. Известна тем, что представляла Бельгию на «Евровидении» в 1965 году.

## Карьера
Лизе Марке начала свою карьеру в 1962 году. Уже спустя год, она участвовала на национальном отборе от Бельгии на Евровидение-1963. Исполненные ею песни «Luister naar de wind» и «Saksisch porselein» заняли вторые и четвёртые места соответственно.

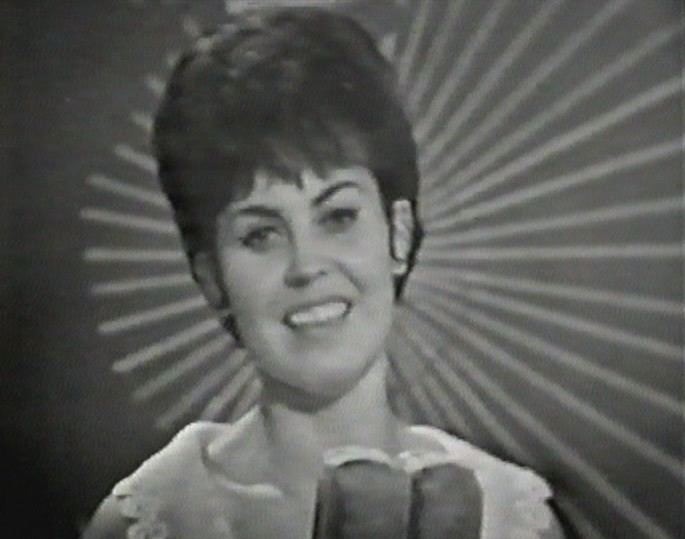
Лизе Марке на Евровидении-1965

В 1965 году певица снова участвовала на национальном отборе от Бельгии, исполнив шесть песен (единственные в отборе). Одна из песен, «Als het weer lente is», победила отбор с 317 баллами. 20 марта 1965 года, Лизе Марке выступила восьмой с той же песней. Однако, исполнительница набрала ни одного балла (вместе с представителями Испании, ФРГ и Финляндии), тем самым, заняв последнее 15-е место.
Также, можно заметить, что Лизе Марке стала вторым представителем от Бельгии, набравший ни одного балла. Первый — Фуд Леклерк в 1962 году.

## Поздняя карьера
В 1965 году Марке участвовала в собственном телевизионном шоу на бельгийском канале VRT. После этого её карьера стала тише, хотя она продолжала выпускать синглы и выступать на концертах до середины 1970-х годов. CD-диск с её записями был выпущен в 2002 году.

## Дискография
Синглы
- 1963 «Luister naar de wind»
- 1964 «Esta noch no»
- 1965 «Als het weer lente is»
- 1967 «Kerstnacht»
- 1967 «Lara’s Lied»
- 1967 «Wat is 't leven toch mooi»
- 1970 «Zeemeeuw»
- 1974 «Papillon»
- 1975 «Vlaanderen mijn vaderland»[4]